# فيولاريت
الفيولاريت هو معدن كبريتيد فائق الجين مرتبط بالتجوية وأكسدة معادن
خام بنتلانديت نيكل الأولية.
وصيغته الكيميائية هي : (Fe2+Ni23+S4)
يتبلور فيولاريت في نظام متساوي القياس بصلابة تتراوح ما بين 4.5 إلى 5.5 درجات، وجاذبية نوعية تبلغ حوالي 4 درجات، ويكون لونه رمادي بنفسجي داكن إلى أحمر نحاسي، وغالبًا ما يكون مع الزنجار ،والزنجار من كبريتيدات النحاس والزرنيخ المرتبطة به، وعادة ما يكون غير متبلور إلى ضخم حشو السابروليت الصخرية فوق مافية المكونات الصخرية .
يتميز فيولاريت بلون بنفسجي مميز، ومن هنا جاء الاسم من كلمة "violaris" اللاتينية في الإشارة إلى لونه خاصة عند مشاهدته في قسم مصقول تحت المجهر.

## التصلب الجزئي
يتكون فيولاريت من أكسدة تجمعات الكبريتيد الأولية في تمعدن كبريتيد النيكل. وتتضمن عملية تكوين أكسدة +Ni2 و+Fe2 الموجود في تجميع المجموعة الأولية من البنتلانديت-بيرهوتيت- البيريت.
يتم إنتاج فيولاريت على حساب كل من البنتلانديت و بيرهوتيت عبر التفاعل الأساسي التالي:
بنتلانديت + بيرهوتيت ----> فيولاريت + حمض
المعادلة =
The equation = (Fe ، Ni) 9 S 8 + Fe (1-x) S + O 2 → Fe 2+ Ni 2 3+ S 4 + H 2 SO 3
تم الإبلاغ أيضًا عن إنتاج فيولاريت في تحول منخفض درجة الحرارة للكبريتيدات الأولية، على الرغم من أن هذا يعد مؤشرًا غير معتاد لطفح الجينات للمعادن.
يؤدي استمرار أكسدة فيولاريت إلى استبداله بالجيوثايت وتشكيل صندوق جوسان، حيث يميل النيكل إلى البقاء كشوائب داخل الجيوثايت أو الهيماتيت
و نادرًا كمعادن كربونات.

## حادثة
يتم الإبلاغ عن فيولاريت على نطاق واسع من الثرى المؤكسد فوق أنظمة خام كبريتيد النيكل الأولية في جميع أنحاء العالم. إنه ذو أهمية خاصة من جسم Mount Keith dunite ماونت كيث دونيت في غرب أستراليا، حيث يشكل معدنًا خامًا مهمًا.
أيضًا تم الإبلاغ عنه في المناجم المفتوحة حول قبة كامبالدا وقبة يدجيمولثا،
بالإشتراك مع بوليديميت وجاسبيت وويدجيمولثاليت والهيليريت، من بين معادن النيكل فائقة الجينات الأخرى.

### الأهمية الاقتصادية
يعتبر فيولاريت خامًا انتقاليًا مهمًا في العديد من مناجم كبريتيد النيكل،
حيث زادت نسبة النيكل (Ni٪ كمجموع من الكبريتيد). ويحتل موقعًا داخل ملف التعريف المعدني، حيث يجب استخراجه لدفع تكاليف التطوير وصولاً إلى أكثر منتجات قيمةً الطازجة التمعدن.
يتطلب تمعدن البنفسج تعدينًا مختلفًا عن كبريتيدات النيكل الأولية ، نظرًا لطبيعة الشوائب المختلفة وخصائص التعويم. قد يتطلب ذلك معالجة ومعالجة إضافية ، لذلك في بعض الحالات يعتبر تمعدن البنفسج منخفض الدرجة خامًا حراريًا.
يتطلب تمعدن فيولاريت تمعدن مختلف المعادن لكبريتيد النيكل الأولية، نظرًا لطبيعة الشوائب المختلفة وخصائص التعويم. وقد يتطلب ذلك معالجة ومعالجة إضافية، لذلك في بعض الحالات يعتبر تمعدن البنفسج منخفض الدرجة خامًا حراريًا.